# Giorgio Bocchino
Pour les articles homonymes, voir Bocchino.
Giorgio Bocchino est un escrimeur italien né le 14 juillet 1913 à Florence et mort le 4 décembre 1995 dans la même ville.

## Carrière
Giorgio Bocchino obtient aux Jeux olympiques d'été de 1936 à Berlin la médaille d'or de fleuret par équipe ainsi que la médaille de bronze individuelle,.

## Palmarès
- Jeux olympiques
  -  Médaille d'Or au fleuret par équipes aux Jeux olympiques de 1936 à Berlin
  -  Médaille de Bronze au fleuret individuel aux Jeux olympiques de 1936 à Berlin
- Championnats du monde d'escrime
  -  Médaille d’Or au fleuret par équipes au Championnat international d'escrime 1933 à Budapest
  -  Médaille d’Or au fleuret par équipes au Championnat international d'escrime 1934 à Varsovie
  -  Médaille d’Or au fleuret par équipes au Championnat international d'escrime 1935 à Lausanne
  -  Médaille d’Or au fleuret par équipes aux championnats du monde de 1937 à Paris
  -  Médaille d’Or au fleuret par équipes aux championnats du monde de 1938 à Piešťany
  -  Médaille d’Argent au fleuret individuel aux championnats du monde de 1938 à Piešťany
  -  Médaille de Bronze au fleuret individuel au Championnat international d'escrime 1934 à Varsovie